# マクラーレン・MP4-23
マクラーレン・MP4-23 (McLaren MP4-23) は、マクラーレンが2008年のF1世界選手権に投入したフォーミュラ1カー。マクラーレン・レーシング・デザインチームによって設計された。

## MP4-23
MP4-23の開発には前年のスクーデリア・フェラーリに対する産業スパイ疑惑によってFIAの査察を受けた。
MP4-23は前年のMP4-22の発展型であるが大きな改善点もいくつかある。サイドポッド下部の絞り込みは更に激しくなり、サイドポッドの開口部とチキンウィングの形状は見ただけでは分からないほど複雑になっている。昨年の弱点は、リヤタイヤに厳しかったことである。これに対応すべく、フェラーリのF2008とは逆に、リヤタイヤをより後方に配置することでホイールベースを伸ばした。リヤウィングの効率を上げるために、ブリッジウィングは標準装備されている。ブリッジウイングにはスリットが設けられ、ダウンフォース発生型となっていた。
チキンウィングからチムニーダクト、サイドポッドフェンスにかけては一体化し、リヤへ整流された空気を流す事が出来る。

## 2008年シーズン
フェルナンド・アロンソの離脱によりエースドライバーとなったルイス・ハミルトンは、伝統のモナコGPや地元イギリスGPなどを制し、シーズン5勝を獲得。6勝のフェリペ・マッサとドライバーズタイトルを争い、最終戦ブラジルGPの最終ラップで辛うじて5位に滑り込み、マッサを1ポイント凌いでチャンピオンに輝いた。マクラーレンとしては1999年のミカ・ハッキネン以来のタイトル獲得となった。
F1最年少チャンピオン（当時）となったハミルトンだが、シーズン唯一のリタイアとなったカナダGPでは、ピットレーン出口の赤信号に気付かずキミ・ライコネンに追突。ベルギーGPではトップチェッカーを受けながら、シケインショートカットにより3位に降格された。日本GPではスタート直後の多重接触事故のペナルティーを受けるなど、ドライビングマナーが問われた。
チームメイトのヘイキ・コバライネンはハンガリーGPで初優勝を果たしたが、それを含め表彰台獲得は3回のみだった。コンストラクターズタイトルはフェラーリに次ぐ2位となった。

## スペック

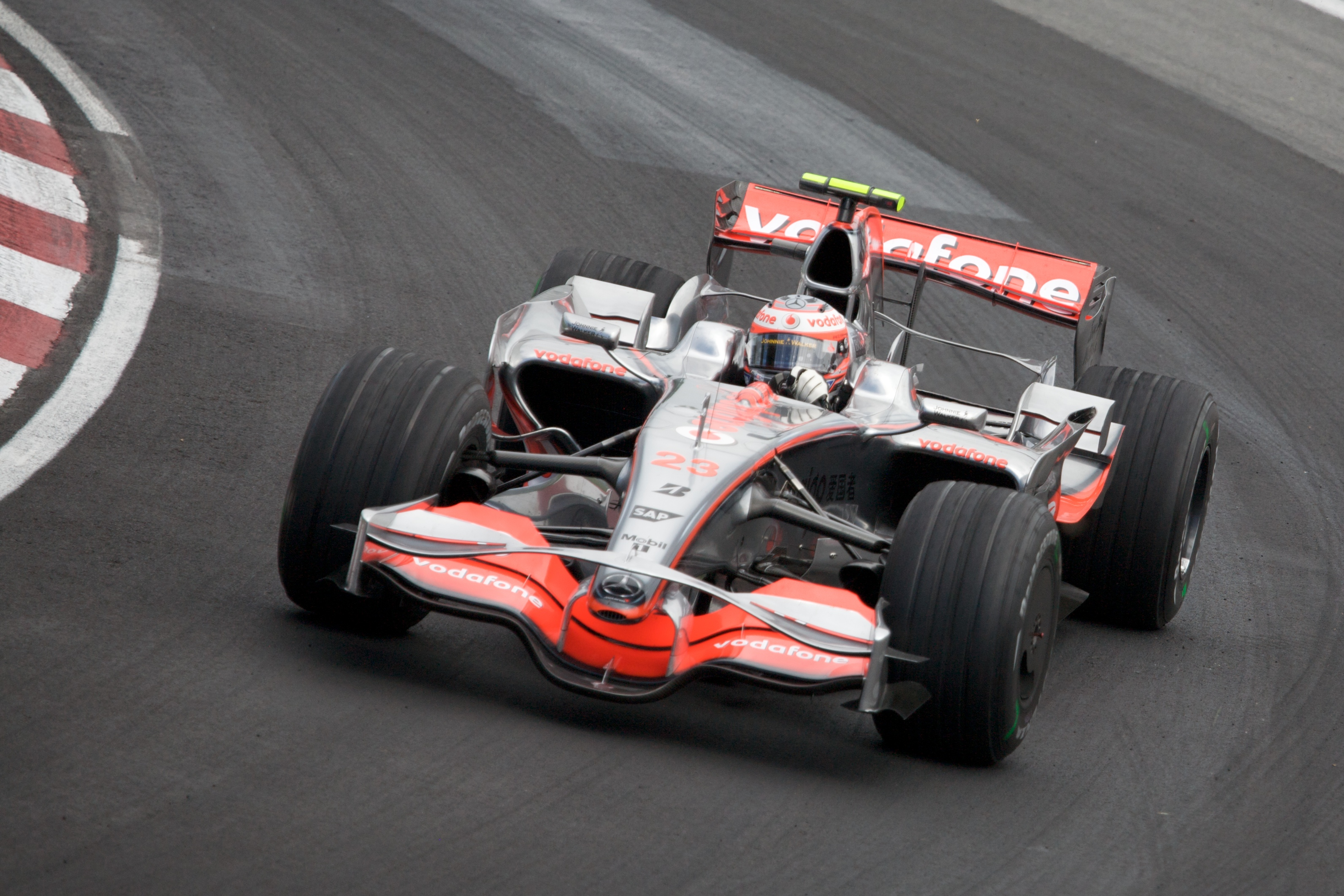
カナダGPにてヘイキ・コバライネンがドライブするMP4-23

### シャーシ
- シャーシ名 MP4-23
- 全長 4,775mm
- 全幅 1,795mm
- ホイールベース 3,188mm
- 前トレッド 1,454mm
- 後トレッド 1,419mm
- ブレーキキャリパー 曙ブレーキ
- ブレークディスク・パッド ブレンボ・カーボンインダストリー
- ダンパー コニ
- ホイール エンケイ
- タイヤ ブリヂストン
- エレクトロニクス マクラーレン・エレクトロニック・システムズ
- ラジオ ケンウッド
- バッテリー GSユアサ

### エンジン
- エンジン名 メルセデス・ベンツFO108V
- 気筒数・角度 V型8気筒・90度
- 排気量 2,400cc
- 最高回転数 19,000回転（レギュレーションで規定）
- 最大馬力 750馬力以上
- ピストン口径 98mm
- バルブ数 32
- スパークプラグ NGK
- 燃料・潤滑油 モービル

## 記録
| 年   | No. | ドライバー   | 1   | 2   | 3   | 4   | 5   | 6   | 7   | 8   | 9   | 10  | 11  | 12  | 13  | 14  | 15  | 16  | 17  | 18  | ポイント | ランキング |
| 年   | No. | ドライバー   | AUS | MAL | BHR | ESP | TUR | MON | CAN | FRA | GBR | GER | HUN | EUR | BEL | ITA | SIN | JPN | CHN | BRA | ポイント | ランキング |
| ---- | --- | ------------ | --- | --- | --- | --- | --- | --- | --- | --- | --- | --- | --- | --- | --- | --- | --- | --- | --- | --- | -------- | ---------- |
| 2008 | 22  | ハミルトン   | 1   | 5   | 13  | 3   | 2   | 1   | Ret | 10  | 1   | 1   | 5   | 2   | 31  | 7   | 3   | 12  | 1   | 5   | 151      | 2位        |
| 2008 | 23  | コバライネン | 5   | 3   | 5   | Ret | 12  | 8   | 9   | 4   | 5   | 5   | 1   | 4   | 10  | 2   | 10  | Ret | Ret | 7   | 151      | 2位        |

- 太字はポールポジション、斜字はファステストラップ。(key)
- ^1 1位でゴールしたが、シケインをショートカットしてライコネンを抜いたため、25秒のペナルティを加算され3位

- ドライバーズランキング
  - ルイス・ハミルトン 1位
  - ヘイキ・コバライネン 7位

## MP4-23K

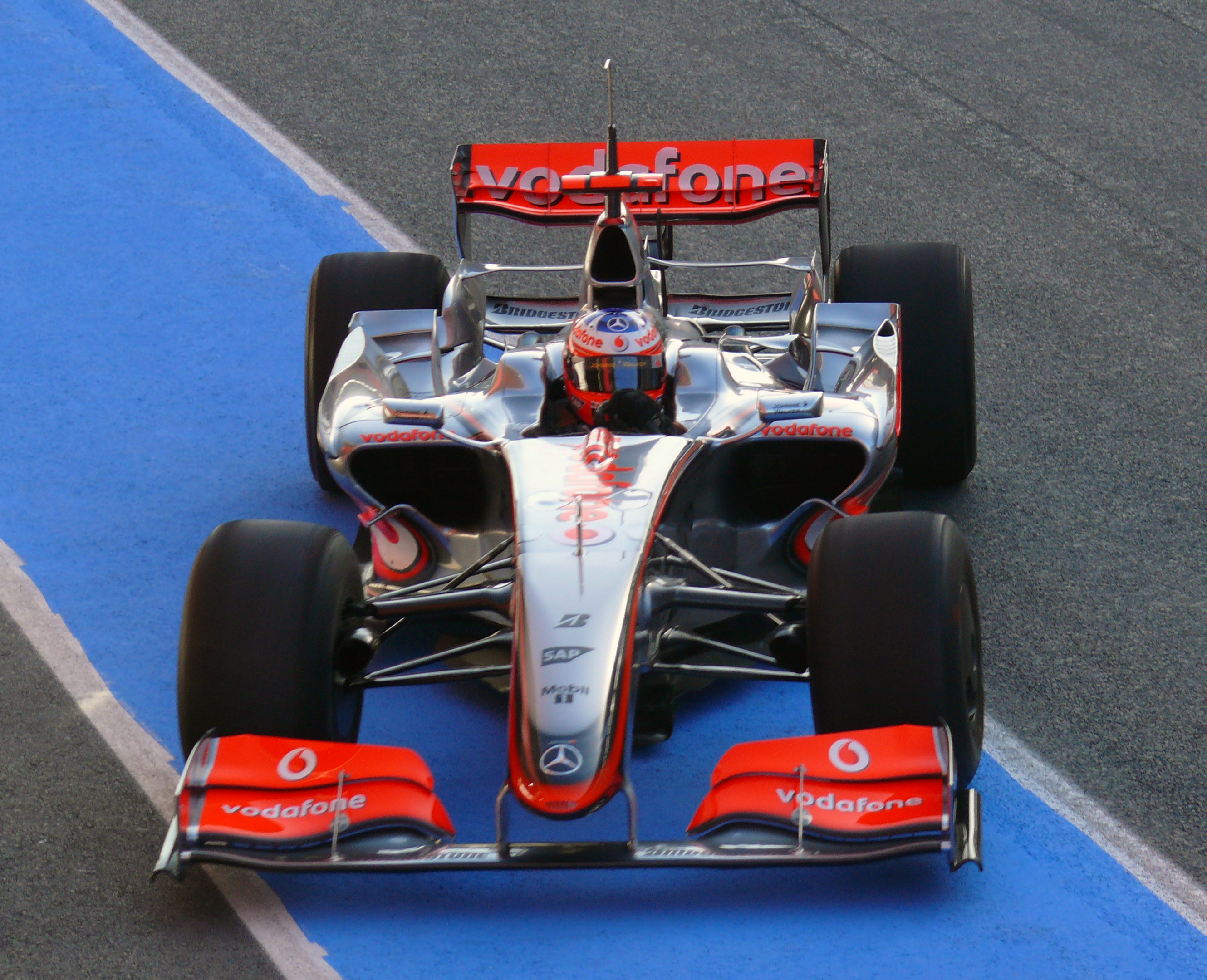
合同テストにデビューしたMP4-23K。新レギュレーションに適合したフロントウイングをテスト中

MP4-23Kは2009年用のマシンであるMP4-24が登場するまでテストで使用された。2009年から解禁されるKERSを搭載し、バージボードなどのパーツは取り外されていた。11月18日のバルセロナ合同テストでデビューしたが、いきなりKERSからのオイルリークに見舞われてしまった。
12月15日には2009年レギュレーションに適合する扁平なフロントウイングと、それにあわせてデザインし直されたフロントノーズもテストした。オリジナルのMP4-23に比べてノーズは太いのが特徴。